# Íngrid Rubio
Pour les articles homonymes, voir Rubio.
Íngrid Rubio, née le 2 août 1975 à Barcelone en Espagne, est une actrice espagnole. Lauréate du prix Goya du meilleur espoir féminin à ses débuts, elle prend part à des productions espagnoles et argentines et apparaît dans de nombreuses séries télévisées dans son pays.

## Biographie
Íngrid Rubio naît en 1975 à Barcelone.
Elle débute en 1995 dans la série télévisée catalane Secrets de família. Elle obtient l'année suivante le premier rôle du drame Taxi de noche de Carlos Saura dans lequel elle joue une jeune étudiante qui devient chauffeur de taxi comme son père avant elle et ce après avoir échoué à obtenir un diplôme. Elle se retrouve dès lors confrontée aux difficultés de la vie et aux sombres idées de certains conducteurs.
Elle obtient ensuite le prix Goya du meilleur espoir féminin en 1997 pour sa performance dans le drame Más allá del jardín de Pedro Olea.
En 1998, elle joue le rôle de Memé, la sœur ainée de Florencia Bertotti dans le drame El faro d'Eduardo Mignogna. En Argentine, orpheline après la disparition de sa mère dans un accident de voiture et elle-même blessée, elle doit s'occuper de sa sœur et se construire une nouvelle vie. Pour ce rôle, elle obtient le Condor d'argent et le prix de la meilleure actrice au festival des films du monde de Montréal. Lors de la Berlinale 1998, elle est sélectionnée dans la liste des Shooting Stars.
Dans les années 2000, elle obtient de nombreux rôles en Espagne et en Argentine, ainsi que dans des productions catalanes. En 2002, elle incarne ainsi une hôtesse de l'air dans le film romantique Toutes les hôtesses de l'air vont au paradis (Todas las azafatas van al cielo) de l'argentin Daniel Burman. En 2005, elle joue le rôle de la dernière amie du militant anarchiste Salvador Puig i Antich dans le film biographique Salvador (Puig Antich) de Manuel Huerga. Pour Julia Solomonoff, elle joue dans le drame Hermanas le rôle d'une femme qui fuit en 1976 la dictature militaire en Argentine avant de retrouver l'histoire de sa famille et sa sœur installée au Texas (États-Unis) en 1983. L'année suivante, elle incarne Stéphanie de Macédoine dans le film de chevalerie Tirant le Blanc (Tirante el blanco) de Vicente Aranda adapté du roman éponyme de l'écrivain Joanot Martorell. En 2010, elle joue le rôle d'une directrice de salon de coiffure lesbienne dans la comédie Que se mueran los feos de Nacho G. Velilla (es).
Dans les années 2010, poursuivant sa carrière au cinéma, elle apparaît également dans de nombreuses séries télévisées espagnoles, comme Infidels, El corazón del océano, Si fueras tú ou Pulsaciones.

## Filmographie

### Au cinéma
- 1996 : Taxi de noche de Carlos Saura
- 1996 : Más que amor, frenesí d'Alfonso lbacete et David Menkes (es) et Miguel Bardem (es)
- 1996 : Más allá del jardín de Pedro Olea
- 1997 : Le Jeune Homme amoureux (En brazos de la mujer madura) de Manuel Lombardo
- 1998 : Un día bajo el sol de Bent Hamer
- 1998 : El faro d'Eduardo Mignogna
- 1999 : Extraños d'Imanol Uribe
- 1999 : Un banco en el parque d'Agustí Vila (es)
- 2000 : Viaje de ida y vuelta de Nuria Cabestany
- 2000 : La Face cachée de la Lune (La otra cara de la luna) de Lluís Josep Comerón
- 2000 : Sé quién eres de Patricia Ferreira (es)
- 2000 : El viaje de Arián d'Eduard Bosch
- 2001 : Visionarios de Manuel Gutiérrez Aragón
- 2002 : La soledad era esto, de Sergio Renán
- 2002 : Toutes les hôtesses de l'air vont au paradis (Todas las azafatas van al cielo) de Daniel Burman
- 2002 : La playa de los galgos de Mario Camus
- 2002 : El alquimista impaciente de Patricia Ferreira (es)
- 2003 : Haz conmigo lo que quieras de Ramón de España
- 2003 : Noviembre d'Achero Mañas
- 2005 : Hermanas de Julia Solomonoff
- 2005 : Tirant le Blanc (Tirante el blanco) de Vicente Aranda
- 2006 : Salvador (Puig Antich) de Manuel Huerga
- 2006 : Trastorno de Fernando Cámara
- 2008 : Road Spain de Jordi Vidal
- 2008 : La vida en rojo d'Andrés Linares
- 2009 : 7 pasos y medio de Lalo García
- 2010 : Que se mueran los feos de Nacho G. Velilla (es)
- 2012 : Los días no vividos d'Alberto Aranda
- 2013 : La estrella d'Alfonso Cortés-Cavanillas
- 2014 : Ciudad Delirio de Chus Gutiérrez

### À la télévision

#### Séries télévisées
- 1995 : Secrets de familia
- 2009 – 2011 : Infidels
- 2014 : El corazón del océano
- 2015 : Cites
- 2015 : Velvet
- 2016 : Bajo sospecha
- 2017 : Si fueras tú
- 2017 : Pulsaciones

#### Téléfilms
- 2003 : Mère Teresa de Calcutta (Madre Teresa) de Fabrizio Costa
- 2009 : Los minutos del silencio de R. Robles Rafatal

## Prix et distinctions notables
- Festival international du film de Saint-Sébastien : prix spécial du jury pour son rôle dans Taxi de noche
- Unión de Actores y Actrices : prix de la révélation de l'année en 1996 pour Taxi de noche
- Prix Goya du meilleur espoir féminin en 1997 pour Más allá del jardín
- Festival des films du monde de Montréal : prix de la meilleure actrice en 1998 pour El faro
- Shooting Stars de la Berlinale 1998
- Condor d'argent de la meilleure actrice en 1999 pour El faro
- Festival du cinéma espagnol de Malaga : mention spéciale du jury en 2000 pour son rôle dans El viaje de Arián